# ایستگاه متروی میدان آکسفورد
ایستگاه متروی میدان آکسفوردیک ایستگاه از خط بیکرلو، خط مرکزی و خط ویکتوریا در شبکه متروی لندن است که در میدان آکسفورد قرار دارد و در ۳۰ ژوئیه ۱۹۰۰ افتتاح شده‌است.

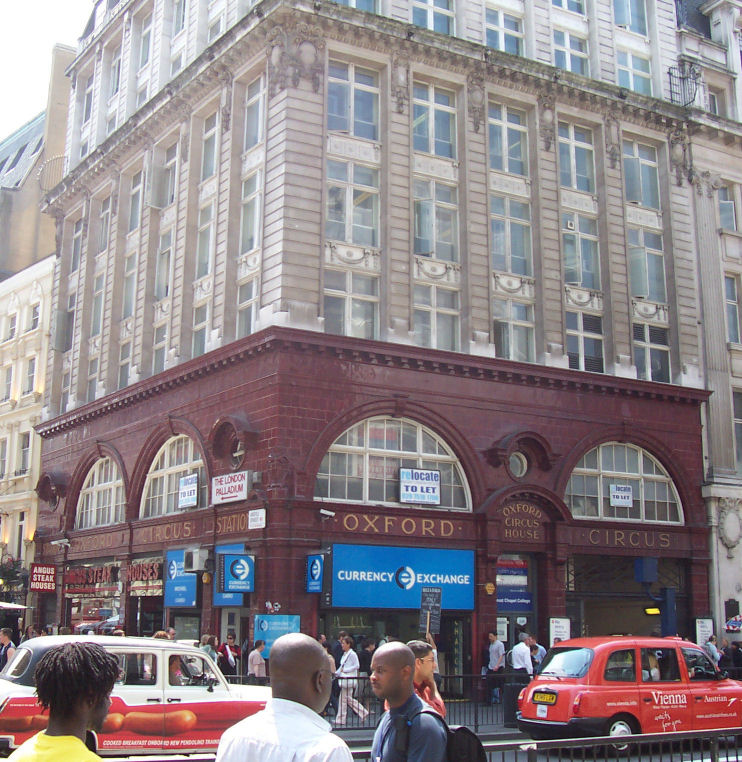
ایستگاه آکسفورد سیرکس